# Peperomia kjellii
Peperomia kjellii är en pepparväxtart som beskrevs av G.Mathieu. Peperomia kjellii ingår i släktet peperomior, och familjen pepparväxter. Inga underarter finns listade i Catalogue of Life.